# Itame flammata
Itame flammata là một loài bướm đêm trong họ Geometridae.